# Juan Piqueras Martínez

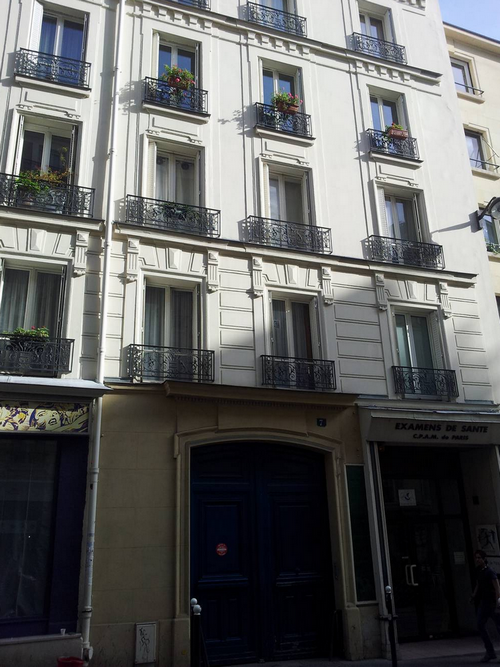
Domicili de Juan Piqueras a París, l'abril de 2014 (Fotografia d'Iván de Castro)

Juan Piqueras Martínez (Campo Arcís, Requena, Plana d'Utiel, 1904 - Venta de Baños, Castella, juliol de 1936) fou un crític cinematogràfic, escriptor, poeta i historiador del cinema valencià.
Nascut en una família de jornalers i de formació autodidacta, va entrar en el cercle intel·lectual i literari de València. Començà com a poeta, i ben aviat s'interessà pel cinema des del 1919. Va marxar a Madrid, i va convertir en un nom destacat dels ambients cinematogràfics de la generació del 27. El 1925 fundà amb Ernesto Giménez Caballero el primer cineclub de l'Estat espanyol a la Residencia de Estudiantes de Madrid, on intimà amb Buñuel i Dalí. Amb Buñuel, va dirigir el cineclub de La Gaseta Literària. Establert a París (1930), on presentà La aldea maldita de Florián Rey. Va ser ajudant de René Clair a A nous la liberté, i el 1932 va crear la revista Nuestro Cinema, que assoliria un notable prestigi internacional.
El 1930 es casà a París amb l'aragonesa Catalina Ketty González, amb qui va tenir un fill, que sempre l'ajudà en les traduccions i correccions de textos. A París, va militar al Partit Comunista d'Espanya als anys de la II República i en els seus últims anys vivia entre París i Madrid.
Els anys anteriors a la Guerra Civil -durant la qual fou executat- fundà nombrosos cineclubs i portà a terme una activitat que li ha valgut a França el nom d'el Delluc espanyol. Va publicar a més a més en nombrosos diaris i revistes de l'època, i fins i tot va arribar a prologar una edició popular de La vida és somni, de Calderón de la Barca.
Segons l'investigador i crític de cinema César de Vicente, Piqueras que no va escriure cap article teòric sobre el cinema, utilitzà sobretot el llenguatge dels sentits i no el de la paraula, cercant el que el cinema pot dir de la vida humana. Entre les pretensions de Piqueras es troben, en primer lloc, la indagació sobre a les possibilitats d'un cinema nacional. En segon lloc, es troba una aposta sense condicions pel cinema soviètic, establint una divisòria entre els dos grans estats productors de cinema (el cinema com a indústria orientada a la imposició dels valors burgesos i a la conformació de mercaderies (Estats Units) i el cinema com a compendi de l'esforç comunitarista de l'Estat (Unió Soviètica). El tercer aspecte es refereix a l'expressió i la comprensió cultural del cinema. Per això Piqueras va posar en marxa, a més dels projectes periodístics i de les revistes amb què tractava d'informar i valorar les pràctiques cinematogràfiques, tot un projecte de cineclubs proletaris que tindrien la funció d'establir xarxes de distribució alternativa per a les pel·lícules revolucionàries.
El juliol de 1936 Piqueras, que patia una úlcera estomacal, va viatjar des de París fins a la frontera espanyola responent a una invitació dels seus companys d'Astúries. Ketty i el seu fill es van quedar a París. Mai no es tornarien a veure. Un cop a terra espanyola el 9 de juliol de 1936, la seva úlcera s'agreujà i va començar a tossir sang, veient-se obligat a refugiar-se a la Fonda de l'Estació de ferrocarril de Venta de Baños, a la província de Palència, per poder recuperar-se. Va ser allà estant, que es va produir l'aixecament militar del 18 de juliol de 1936. Molt pocs dies després seria tret del llit en pijama i afusellat pels revoltats sense cap mena de judici. El cos resta desaparegut, encara que s'intueix on va ser enterrat. La seva mort es va mantenir oculta durant mesos, malgrat els esforços de la seva dona per saber-ne, que va viatjar a la zona franquista a buscar-la. No es va saber res fins que va ser revelada pel diari francès L'Humanité, en una esquela al costat del també assassinat Federico García Lorca el febrer de 1937.